# Halberstadt C.V
L'Halberstadt C.V est un biplan de reconnaissance allemand de la Première Guerre mondiale construit par la société Halberstädter Flugzeugwerke.
Équipé d'un poste radio, d'une caméra, et de combinaisons chauffées par système électrique pour l'équipage, cet avion est utilisé pour la reconnaissance et l'observation à haute altitude (5 000 m) et longue durée (autonomie de 600 km).

## Suisse
Perdu dans le mauvais temps, un exemplaire se pose aux environs de Schaffhouse. L'avion reçoit l'immatriculation militaire 64 mais n'est utilisé que pour quelques vols de tests. Il sera remis à la France le 6 décembre 1919.
En mars 1920, un autre exemplaire est acheté à la commission de contrôle alliée. Immatriculé 703 il est utilisé pour la reconnaissance. L'empennage est modifié pour supprimer des vibrations parasites. L'appareil est réformé en 1922 à cause de problèmes récurrents de refroidissement et d'échappement.
Un autre C-V est acheté en mars 1920 pour l'entrainement au vol à haute altitude. Il est réformé en juin 1921 après seulement 20 heures de vol à cause du manque de fiabilité et de la difficulté à se procurer des pièces de rechange.

## Ailleurs
Il est utilisé après-guerre aux Pays-Bas, en Estonie, Pologne, Ukraine, Russie soviétique.